# Chandragupta Maurya

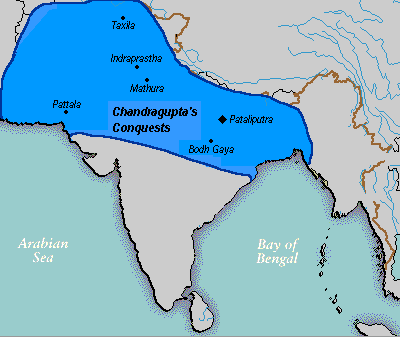
Đế quốc của Chandragupta Maurya, khoảng năm 305 TCN.

Chandragupta Maurya (340 TCN – 293 TCN) là vua sáng lập vương triều Maurya trong lịch sử Ấn Độ cổ, trị vì từ khoảng 321 TCN đến 297 TCN. Tên ông được các tài liệu Hy Lạp và Latinh đề cập như Sandrokuptos (Σανδρόκυπτος), Sandrokottos (Σανδρόκοττος) hay Androcottus.
Trước khi Chandragupta lên nắm quyền, miền tây bắc Ấn Độ nằm dưới sự thống trị của người Hy Lạp trong khi vương triều Nanda hùng cứ ở đồng bằng sông Ấn-Hằng. Năm 323 TCN, Chandragupta xây dựng lực lượng đánh bại các thống đốc của người Hy Lạp ở miền tây bắc. Tiếp theo đó ông hạ bệ vua Nanda năm 321 TCN rồi khởi lập triều đại Maurya.
Năm 304 TCN ông chặn đứng một cuộc xâm lược của quân đội Syria do vua Seleukos I Nikator chỉ huy. Kết quả là Seleukos phải ký hoà ước, nhượng vùng Balochistan và gả công chúa cho Chandragupta đổi lấy 500 thớt voi. Seleukos còn gửi sứ thần Megasthenes đến thực hiện các nghi thức giao hảo tại thủ đô Pataliputta (Hoa Thị) của Chandragupta, mà đến nay những tấu chương của Megasthenes vẫn tồn tại.
Sau một loạt cuộc chinh phạt, Chandragupta đã trị vì trên một đế quốc rộng lớn, trải dài từ Bengal và Assam ở phía đông tới Afghanistan và Balochistan ở phía tây, tới Kashmir và Nepal ở phía bắc, và tới Cao nguyên Deccan ở phía tây, kiểm soát được hầu hết Ấn Độ. Điều này khiến ông được người đời xem là ông vua thực thụ đầu tiên cai quản hầu hết tiểu lục địa Ấn Độ.